# Alamis atrifusa
Alamis atrifusa är en fjärilsart som beskrevs av George Francis Hampson 1902. Alamis atrifusa ingår i släktet Alamis och familjen nattflyn. Inga underarter finns listade i Catalogue of Life.